# Georg von Heideman
Per Reinhold Georg Wilhelm von Heideman, född den 17 december 1852 på Torsjö gård i Östra Torsås socken, Kronobergs län, död den 26 mars 1932 i Stockholm, var en svensk militär.
von Heideman blev underlöjtnant vid Smålands grenadjärbataljon 1876 och var repetitör vid Krigshögskolan 1882–1886. Han befordrades till löjtnant vid Smålands grenadjärbataljon 1883 och övergick till Trängbataljonen 1886 och blev kapten där 1888. von Heideman var sekreterare i direktionen över Gymnastiska centralinstitutet 1887–1903. Vid Trängbataljonens delning 1891 kom han att tillhöra Svea trängbataljon, där han blev major 1900. Som major blev von Heideman chef för Norrlands trängkår 1903, varefter han blev överstelöjtnant i armén 1904. Han var överstelöjtnant och chef för Skånska trängkåren 1907–1915 och befordrades till överste i armén 1910. von Heideman blev riddare av Svärdsorden 1896 och kommendör av andra klassen av samma orden 1913. Han invaldes som ledamot av andra klassen av Krigsvetenskapsakademien 1900 och blev akademiens sekreterare 1916. von Heideman var aktiv som kommunalpolitiker i Sollefteå och Hässleholms köpingar samt inom Svenska röda korset.